# He Xianghong
He Xianghong (* 1. Juli 1998) ist ein chinesischer Geher.

## Sportliche Laufbahn
He Xianghong bestritt im Jahr 2014 seine ersten Wettkämpfe im Gehen. Damals qualifizierte er sich für die Olympischen Jugendspiele in seiner chinesischen Heimat. Den Wettkampf über 10.000 Meter konnte er allerdings nicht beenden. Anschließend trat er auch mit der chinesischen 8-mal-100-Meter-Staffel als Läufer an, mit der er allerdings im Vorlauf ausschied. Ab 2015 bestritt He dann für mehrere Jahre überhaupt keine Wettkämpfe. Erst 2019 trat er wieder in Wettkämpfen an. Im September nahm er zum ersten Mal an den chinesischen Meisterschaften über 20 km teil. Nach 1:25:44 h belegte er den elften Platz. In der Folge fokussierte er sich dann auf die längeren Distanzen. So absolvierte er 2021 erste Wettkämpfe über 50 km. 2022 startete er dann in mehreren Wettkämpfen über die damals junge 35-km-Distanz. Ende April belegte er beim Geher-Meeting in der Slowakei in 2:29:35 h den dritten Platz. Im Sommer trat er dann in den USA bei den Weltmeisterschaften an. Dort steigerte er seine Bestzeit aus dem April um fast fünf Minuten und belegte bei seinem WM-Debüt den fünften Platz. Anfang März 2023 gewann He den nationalen Geher-Grand Prix, wobei er in 2:22:55 h eine neue Bestzeit über 35 km aufstellte, die gleichzeitig neuer Asienrekord über diese Distanz ist. Generell war es zu diesem Zeitpunkt die zweitschnellste bis dahin zurückgelegte Zeit auf dieser Strecke. Damit geht er als einer der Topfavoriten im August bei den Weltmeisterschaften in Budapest an den Start.

## Wichtige Wettbewerbe
| Jahr                            | Veranstaltung                   | Ort                             | Platz                           | Disziplin                       | Weite                           |
| Startet für Volksrepublik China | Startet für Volksrepublik China | Startet für Volksrepublik China | Startet für Volksrepublik China | Startet für Volksrepublik China | Startet für Volksrepublik China |
| ------------------------------- | ------------------------------- | ------------------------------- | ------------------------------- | ------------------------------- | ------------------------------- |
| 2014                            | Olympische Jugendspiele         | Nanjing                         |                                 | 10.000 m Bahngehen              | DNF                             |
| 2022                            | Weltmeisterschaften             | Eugene                          | 5.                              | 35 km Gehen                     | 2:24:45 h                       |

## Persönliche Bestleistungen
Freiluft
- 10.000-m-Bahngehen: 39:16,00 min, 11. Mai 2024, Mondovì
- 20-km-Gehen: 1:20:43 h, 18. Mai 2024, A Coruña
- 35-km-Gehen: 2:22:55 h, 4. März 2023, Huangshan; (Asienrekord)
- 50-km-Gehen: 3:52:30 h, 25. September 2021, Xi’an